# 13845 Джилбарнет
13845 Джилбарнет (13845 Jillburnett) — астероїд головного поясу, відкритий 7 грудня 1999 року.
Тіссеранів параметр щодо Юпітера — 3,184.